# Metalli secondari
Il ferro e l'acciaio sono dei metalli araldici, del gruppo dei cosiddetti metalli secondari, che oggi non sono più utilizzati, benché siano presenti in alcune blasonature antiche.
Nella rappresentazione monocromatica il ferro può essere simboleggiato da linee diagonali intrecciate, mentre l'acciaio con piccole crocette.
Il ferro dovrebbe essere utilizzato per gli elementi delle armature ed è spesso presente nelle catene che attraversano gli alberi che compaiono negli stemmi di alcuni comuni delle regioni alpine italiane, e in particolare del Cadore (Cortina d'Ampezzo, Vigo di Cadore, etc.).

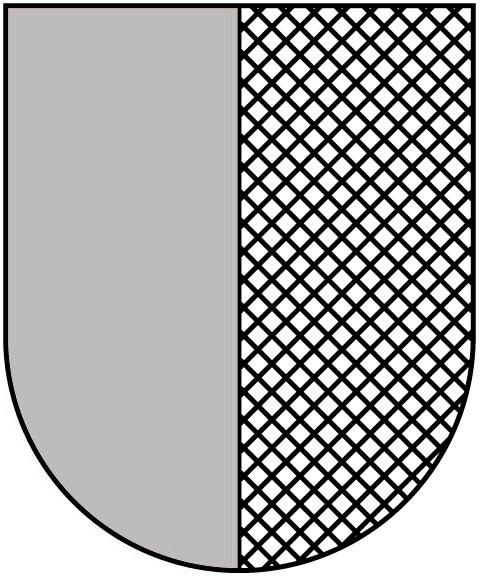
Ferro
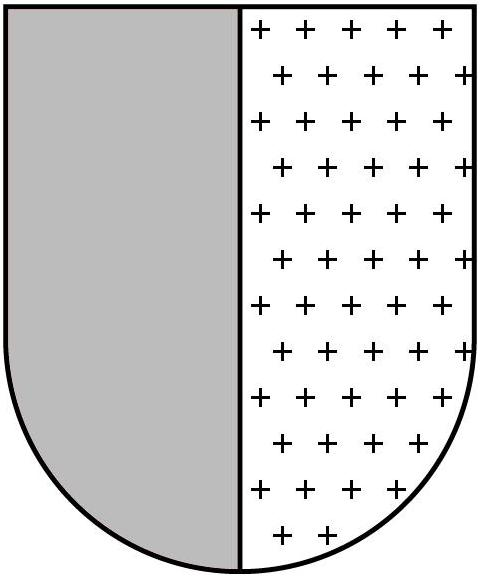
Acciaio

D'acciaio, alla croce di Malta di rosso; al capo di contrarmellino (Saint-Pierre-Avez, Francia)
Elmo da nobile d'acciaio, posto di profilo, figurato d'oro (Cadillac-en-Fronsadais, Francia)